# Babilonia (álbum)
Babilonia es el décimo álbum de estudio del grupo español de rock Revólver, publicado por la compañía discográfica Warner Music el 10 de febrero de 2015. El disco, precedido del lanzamiento del sencillo «Entre las nubes» en diciembre de 2014, fue el primer trabajo de estudio de Carlos Goñi en cuatro años, desde la publicación de Argán en 2011. 
A diferencia de trabajos anteriores, Babilonia fue compuesto durante la gira posterior al lanzamiento de Enjoy, según Goñi, «para ser tocado por tres personas». La grabación, al igual que la gira anterior, contó con el respaldo del bajista Manuel Bagües y del batería Julián Nemesio, así como con la colaboración del teclista Santiago Navalón. 

## Historia
Carlos Goñi comenzó a componer Babilonia durante la gira posterior al lanzamiento de Enjoy, entre finales de 2013 y comienzos de 2014. El músico comentó que era la primera vez que componía estando de gira: «Tras Enjoy, me decidí a escribir un álbum tocado por tres tíos y por eso suena así, porque cuando usas pocos instrumentos suenan muchísimo más grandes. Las guitarras aquí suenan como en ningún otro disco de Revólver».
Aunque el músico planteó grabar Babilonia en Los Ángeles y Nueva York, decidió hacerlo en su propio estudio de grabación de La Eliana. Al respecto, comentó: «Al final decidí no viajar porque quise utilizar todo el arsenal de guitarras y amplificadores. Cuando tuve claro qué es lo que quería hacer en la producción me di cuenta de que necesitaba un arsenal de cosas y en casa las tenía todas, un ingeniero fantástico, Manuel Tomás, y mucho tiempo, que es lo que quería. Por eso decidí hacerlo en casa». La grabación contó con el respaldo de Manuel Bagües al bajo y de Julián Nemesio a la batería, presentes en el grupo desde la grabación de 21 gramos en 2008, así como con la colaboración de Santiago Navalón tocando los teclados en varias canciones.

## Recepción
Tras su publicación, Babilonia obtuvo en general buenas reseñas de la prensa musical. Juan Puchades, en la revista Efe Eme, comentó que el sonido de Babilonia enlaza «directamente con la estética de su anterior trabajo discográfico, el directo Enjoy». Además, Puchades escribió: «Estamos ante un Carlos Goñi más conciso de lo habitual, centrado en los temas de alrededor de tres minutos, renunciando a las canciones-río, los densos desarrollos y las letras extensas. Aquí se despoja de todo y trata de ir al hueso de la canción, tanto en letra como en música. Un ejercicio que le sienta estupendamente, liberándolo de una carga que quizá él mismo, sin que nadie se lo pidiera, se echó sobre la espalda y ha acarreado durante años, con esa tenacidad y decisión que le caracterizan. Y así, sin aspavientos, el cantautor eléctrico regresa a la casilla de origen, cuando todo estaba por descubrir y la búsqueda se ceñía a una potente melodía, una letra con corazón y el aliento de guitarra, bajo, batería, voz solista y coros para ponerlas en pie. Nada más». Por otra parte, la revista This Is Rock lo definió como «un trabajo donde el cantautor eléctrico ahonda en la crítica social y reincide en el formato de trío que estrenó con Enjoy».
A nivel comercial, Babilonia alcanzó el puesto dos en la lista de discos más vendidos elaborado por Promusicae, solo superado por el álbum de Pablo Alborán Terral. El álbum supuso su mejor posición en la lista desde la publicación de Sur en 2000. Después de presentar el disco en varias Fnac de ciudades españolas, Revólver ofreció una gira que comenzó en el Teatro Barts de Barcelona el 13 de marzo.

## Lista de canciones
Todas las canciones escritas y compuestas por Carlos Goñi. 
| N.º | Título                         | Duración |  |
| 1.  | «Babilonia»                    | 4:26     |  |
| 2.  | «Entre las nubes»              | 4:09     |  |
| 3.  | «La moral mora en las monedas» | 5:27     |  |
| 4.  | «Las armas rotas»              | 4:51     |  |
| 5.  | «En blanco y negro»            | 5:11     |  |
| 6.  | «Mi revolución»                | 4:07     |  |
| 7.  | «Respirando bajo el agua»      | 3:38     |  |
| 8.  | «Lo que no se llora»           | 4:48     |  |
| 9.  | «Las calles de Madrid»         | 3:47     |  |
| 10. | «Teamotemor»                   | 5:35     |  |

## Personal
Músicos
- Carlos Goñi: voz, guitarras, armónica, teclados y coros
- Manuel Bagües: bajo, fretless y coros
- Julián Nemesio: batería y percusión
- Santiago Navalón: órgano Hammond y piano

Equipo técnico
- Manuel Tomás: grabación y mezclas
- Quique Morales: ingeniero de sonido
- Denis Blackham: masterización
- Miguel Pereira: fotografía

## Posición en listas
| País   | Semanas | Semanas | Semanas | Semanas | Semanas | Semanas | Semanas | Semanas | Semanas | Semanas | Semanas | Semanas | Semanas | Semanas |
| País   | 1       | 2       | 3       | 4       | 5       | 6       | 7       | 8       | 9       | 10      | 11      | 12      | 13      | 14      |
| ------ | ------- | ------- | ------- | ------- | ------- | ------- | ------- | ------- | ------- | ------- | ------- | ------- | ------- | ------- |
| España | 2       | 6       | 14      | 17      | 19      | 44      | 47      | 43      | 60      | 65      | 59      | 67      | 86      | 100     |